# Rahan (série télévisée d'animation)
Pour les articles homonymes, voir Rahan (homonymie).
Rahan est une série télévisée d'animation franco-italienne en 26 épisodes de 26 minutes, créée d'après la bande dessinée Rahan, le fils des âges farouches et réalisée par Pascal Morelli, elle est produite par la société Xilam.
Rahan est diffusée sur Canal+ Family à partir du 22 décembre 2008 puis sur France 3 à partir du 25 juin 2011 dans l'émission Ludo.

## Synopsis
Il y a longtemps, Rahan parcourait la Terre, distribuant ses connaissances et espérant que les humains, « ceux qui marchent debout », finiraient par ne plus se faire la guerre. 
Il rencontra un allié, Ursus, qui était un ours transformé par la reine des ombres en petite créature poilue. La reine des ombres, justement, n'appréciait pas le pacifisme de Rahan...

## Distribution
- Cédric Dumond : Rahan
- Lucien Jean-Baptiste : Ursus
- Emmanuel Curtil : Sanga
- Alexis Tomassian : Enok
- Jacques Frantz : Mogo
- Martine Irzenski : la sorcière
- Féodor Atkine : Drak le chaman

Source : Planète Jeunesse

## Épisodes
1. L'Esprit de l'Ours
2. Les Sentiers de la guerre
3. Les Grands Troupeaux
4. Les Eaux mortes
5. L'Arme magique
6. Les Nocreux
7. Le Coutelas d'ivoire
8. La Montagne qui pleure
9. La Source empoisonnée
10. Le Petit Peuple
11. Les Griffes noires
12. Le Gorak
13. Les Rôdeurs de la jungle
14. La Grotte aux monstres
15. Les Liens du sang
16. Le Meilleur Ennemi
17. La Falaise aux oiseaux
18. Le Peintre et le Guerrier
19. Vent de folie
20. Un ami disparaît
21. Le Prisonnier
22. La Colombe assassinée
23. L'Homme sans nom
24. Pris au piège
25. La Grande Pirogue
26. La Longue Nuit

## Diffusion mondiale
| Pays      | Chaîne                  |
| --------- | ----------------------- |
| Allemagne | ZDF, KiKA               |
| Belgique  | La Deux                 |
| Espagne   | Selectavision           |
| France    | Canal+ Family, France 3 |
| Italie    | Rai                     |

## Commentaire
Cette série est la seconde adaptation en dessin animé de la bande dessinée, après Rahan, fils des âges farouches.